# Haidnische Alterthümer
Haidnische Alterthümer. Literatur des 18. und 19. Jahrhunderts ist der Name einer im Verlag Zweitausendeins verlegten Buchreihe.
Arno Schmidt war nicht nur ein bedeutender Autor der deutschsprachigen Nachkriegsliteratur, sondern auch ein Wiederentdecker verschollener und vergessener Autoren des 18. und 19. Jahrhunderts, die er in seinen originellen und mittlerweile legendären Rundfunkdialogen und Essays vorzustellen begann. Viele dieser Texte endeten mit einer Klage über den verkommenen Literaturbetrieb, der sich nur für den Kanon klassischer Autoren interessiert, und fast alle münden in der Aufforderung an die Verleger, die empfohlenen Werke wieder aufzulegen. 
1978 begann Hans-Michael Bock im Verlag Zweitausendeins, diese „Lieblingsbücher“ von Arno Schmidt neu herauszugeben, und gab dieser Reihe den Titel Haidnische Alterthümer. Jeder Band wurde von einem Experten für das jeweilige Gebiet ediert und enthielt einen zuverlässigen Text und ein ausführliches Nachwort, das bei einigen Texten einen eigenen Band ausmachte. Die stilprägende Ausstattung stammte vom Hersteller Franz Greno. Arno Schmidt selbst kommentierte die Buchreihe in seinem Romanfragment Julia, oder die Gemälde mit den Worten „… verdienstvolle Reihe, die von 2001 …“.
1. Serie (dunkelblaues Halbleinen mit kupferfarbener Prägung):
1. Jules Verne: Die Schule der Robinsons und Paul Verne: Von Rotterdam nach Kopenhagen an Bord der Dampfyacht „Saint Michel“. Nachwort von Heiko Postma. 583 Seiten. Oktober 1978.
2. Johann Karl Wezel: Belphegor oder Die wahrscheinlichste Geschichte unter der Sonne. Nachwort von Lenz Prütting. 495 Seiten. Oktober 1978.
3. Wilhelm Friedrich von Meyern: Dya-Na-Sore, oder Die Wanderer. Eine Geschichte aus dem Sam-skritt übersetzt. Nachwort von Günter de Bruyn. 997 Seiten. Januar 1979.
4. Ludwig Tieck: Die Vogelscheuche / Das alte Buch und Die Reise ins Blaue hinein. Nachwort von Ulrich Wergin. 693 Seiten. Januar 1979.
5. Christian von Massenbach: Historische Denkwürdigkeiten. Zur Geschichte des Verfalls des preußischen Staats seit dem Jahre 1794. Nachwort von Hans-Werner Engels. Beigelegt: Vier Situationskarten und Planen. 867 Seiten. August 1979.
6. Kurd Laßwitz: Auf zwei Planeten. Nachwort von Rudi Schweikert. 1.112 Seiten. Dezember 1979.
7. Friedrich de la Motte Fouqué: Die wunderbaren Begebenheiten des Grafen Alethes von Lindenstein. Nachwort von Günter de Bruyn. 411 Seiten. Oktober 1980.
8. Carl Grosse: Der Genius. Aus den Papieren des Marquis C* von G**. Nachwort von Günter Dammann. 849 Seiten. März 1982.
9. Heinrich Albert Oppermann: Hundert Jahre 1770–1870. Zeit- und Lebensbilder aus drei Generationen. Nachwort von Heiko Postma. Drei Bände. 3.094 Seiten. Dezember 1982.

2. Serie (graues Halbleinen mit silberfarbener Prägung):
1. Leopold Schefer: Der Waldbrand. Gesammelte Erzählungen. Nachwort von Klaus Völker. 1.199 Seiten. April 1985.
2. Friedrich Christian Laukhard: Leben und Schicksale. Nachwort und Materialien von Hans-Werner Engels und Andreas Harms. Drei Bände. 1.548 Seiten. April 1987.
3. Johann Gottfried Schnabel: Insel Felsenburg. Wunderliche Fata einiger Seefahrer ... Nachwort Günter Dammann. Drei Bände. 2.686 Seiten. März 1997.
4. Karl Ferdinand Gutzkow: Die Ritter vom Geiste. Herausgegeben von Thomas Neumann. Vier Bände. 4.111 Seiten. Dezember 1998.
5. Karl Ferdinand Gutzkow: Schriften. Politisch-Zeitkritisches/Philosophisch-Weltanschauliches. Herausgegeben von Adrian Hummel. Drei Bände. 2.504 Seiten. Dezember 1998.
6. Meriwether Lewis und William Clark: Tagebuch der ersten Expedition zu den Quellen des Missouri, sodann Über die Rocky Mountains zur Mündung des Columbia in den Pazifik und zurück, vollbracht in den Jahren 1804-06. Übersetzt und mit einem Nachwort von Friedhelm Rathjen. 656 Seiten. Dezember 2003.
7. August Lafontaine: Quinctius Heymeran von Flaming. Nachwort von Dirk Sangmeister. Zwei Bände. 1.452 Seiten. Oktober 2008.

Eine ursprünglich für die Haidnischen Alterthümer vorgesehene Edition von James Fenimore Coopers satirischem Roman Die Monikins, neu übersetzt von Robert Wohlleben und herausgegeben von Christian Huck, erschien schließlich 2010 in der Achilla Presse, Butjadingen.